# Dué
Der Dué (im Oberlauf auch Nogue genannt) ist ein Fluss in Frankreich, der in der Region Pays de la Loire verläuft. Er entspringt im Gemeindegebiet von Coudrecieux, fließt generell in nordwestlicher Richtung durch das Département Sarthe und mündet nach rund 17 Kilometern an der Gemeindegrenze von Connerré und Duneau als linker Nebenfluss in die Huisne.

## Orte am Fluss
(Reihenfolge in Fließrichtung)  
- Saint-Michel-de-Chavaignes
- Thorigné-sur-Dué
- Connerré